# Birim South District
Der Birim South District liegt in der Eastern Region von Ghana. Chief Exekutive des 1070 km² großen Distriktes mit 178.459 (2002) Einwohnern ist Frank M. Bosumtwi. Distrikthauptstadt ist Akim Oda. Der Distrikt wurde er 1989 aus dem Birim District gegründet.

## Bevölkerung und Geographie
Im Distrikt gehören 70 Prozent der Bevölkerung den Akan-Völkern an. Weitere Völker sind die Ewe und die Stämme aus dem Norden Ghanas. Traditionell bestehen auf dem Gebiet des heutigen Distriktes Stammesgebiete mit einem Chief (Häuptling) in Kotoku, Bosome und Abuakwa. 
Bisher wurde acht Waldreservate mit einer Gesamtfläche von 190,68 km² im Distrikt gegründet. Mit dem Namen Bemu Block I-III wurden drei Reservate mit einer Größe von 9,6 km² (Bemu Block I), 13,18 km² (Bemu Block II) und 20,90 km² (Bemu Block III) gegründet. Das Reservat Birim hat eine Größe von 39,29 km², Birim Extension ist 21,48 km² groß. Mit einer Größe von 45,19 km² ist das Reservat Esen Epam das größte im Distrikt. Das Reservat Esuboni ist 26,70 km² groß, Pra-Birim North hat eine Größe von 14,34 km².

## Ortschaften
| - Akim Oda - Akim-Achiase - Akim-Akroso - Akim-Awedru - Asene - Akim-Manso - Akim-Aperade | - Akim-Asuboa - Atiankama-Nkwanta - Akim-Aboabo - Akim-Anamase - Akim-Awisa - Akim Osorase - Gyadem | - Akim-Akenkauso - Akim-Eshiem - Akim-Asuoso - Akim-Anyinam |

## Wahlbezirke
Der Birim South District besteht aus zwei Wahlkreisen. Im Wahlkreis Akim Swedru wurde Felix Kwasi Owusu-Adjapong von der Partei New Patriotic Party (NPP) als Direktkandidat in das ghanaische Parlament gewählt. Im Wahlkreis Akim Oda wurde Yaw Osafo-Maafo (NPP) Parlamentsmitglied.